# 呂四娘 (電視劇)
《呂四娘》（英語：Lü Siniang - Legend of Ching Lady）是香港電視廣播有限公司的電視劇集，全劇共25集、監製為李添勝，主要演員有呂良偉、鄭裕玲、任達華和惠天賜等。

## 故事大綱
康熙晚年，宮闈中掀起一片帝位爭奪紛爭，貝勒之間各出奇謀，廣樹勢力，結黨爭權，其中以四貝勒雍正最為機智，可惜因非正宮所出，太子一位終為二貝勒所得。雍正心有不甘，欲揭發二貝勒惡行又得不到康熙信任，幸得朝廷大將軍年羹堯鼓勵支持，暫時上少林寺學藝，暗藏身份借機結交江湖豪傑，幫助日後登基大業。
江湖上反清復明活動，以獨臂神尼及其座下七大弟子聲勢最盛。呂四娘活潑好勝，毫無江湖閱歷，誤打誤撞下不但破壞甘鳳池、白泰官等人的叛亂計劃，甚至累及家人，父親被指為反清黨羽，慘遭抄家之禍。四娘誤會家中慘事乃為年羹堯之子年斌出賣所致，遂與他反目成仇，為報滅門之仇，拜獨臂神尼為師，苦練武藝，年羹堯獲悉年斌與呂四娘來往，恐怕兒子迷戀四娘，遂派遣他上山陪伴雍正。
德妃病危，雍正入宮侍候，得悉自己為羹堯之子，大為震驚，後為奪取皇位，心生一計，向神尼直說自己漢人身份，欲利用神尼之力，偷取康熙秘詔。及至雍正計劃得逞，登上皇位，為恐身世洩露，竟欲剷除獨臂神尼及其門下弟子......

## 演員表
- 鄭裕玲 飾 呂四娘
- 呂良偉 飾 雍正帝
- 任達華 飾 年　斌
- 鮑　方 飾 年羹堯
- 郭　鋒 飾 了 因 （獨臂神尼大弟子）
- 葉天行 飾 巴顏
- 駱應鈞 飾 二貝勒
- 許逸華 飾 二貝勒嫡福晉
- 黃敏儀 飾 素琴 （二貝勒之妾）
- 梁鴻華 飾 周潯（獨臂神尼二弟子）
- 關海山 飾 呂留良
- 鄭少萍 飾 呂四娘之母
- 李琳琳 飾 德 妃
- 羅國維 飾 隆科多
- 張英才 飾 康熙帝
- 歐陽耀泉 飾 貝勒之一
- 吳孟達 飾 獨臀神尼弟子
- 莊靜而 飾 莊小蝶 （獨臂神尼弟子）
- 張　雷 飾 路民瞻（獨臂神尼三弟子）
- 惠天賜 飾 白泰官（獨臂神尼四弟子）
- 藍　天 飾 甘鳳池
- 潘宏彬 飾 巧兒表兄
- 朱璧汶 飾 巧兒（白泰官之妻）
- 夏　萍 飾 獨臂神尼（長平公主）
- 孫季卿 飾 禪師
- 陳中堅 飾 至善
- 黃一飛 飾 太醫
- 吳鎮宇 飾 十四貝勒
- 霍潔貞
- 胡美儀 飾 年羹堯妾室
- 梅　蘭
- 陳安瑩 飾 春花
- 譚一清 飾 索爾圖
- 吳志強
- 區艷蓮
- 麥皓為
- 吳華山
- 李建川
- 黃思恩
- 江志深
- 白文彪
- 虞天偉
- 王凱筠
- 楊炎棠 飾 康熙近身太監
- 何禮男 飾 將軍
- 曾偉明 飾 將軍
- 談泉慶 飾 將軍
- 何廣倫 飾 將軍（馬代）
- 何璧堅 飾 少林方丈
- 關　鍵
- 何貴林 飾 岳鍾琪
- 吳博君
- 曹　濟
- 張文光
- 梁少狄
- 謝子揚
- 黎壁光
- 馮　國
- 李國平
- 麥子雲
- 劉偉海
- 馬慧玲
- 龍天生
- 梁潔芳
- 曾楚霖
- 徐廣林
- 馬慶生
- 區　嶽
- 陳　東
- 曾贊安
- 梅智清
- 談錄泉
- 陳伯元
- 梁　昌
- 張志強
- 林文偉
- 李樹佳
- 梁　雄
- 羅振彪
- 徐　僖
- 鮑偉亮
- 駿　雄
- 高　雄
- 朱　剛
- 盧國偉
- 石少麟
- 梁　心
- 鄭藩生 飾 少林寺長老
- 黃志偉
- 李揚道
- 秦　沛 飾 仇萬惡（30年前偷易筋經）
- 陳步浩
- 陳狄克
- 方偉明
- 鄧汝超
- 梁維大
- 郭大偉
- 呂玉坤
- 陳俊成